# Tlos
Tlos (en griego antiguo: Τλώς o Τλῶς, Talawa en licio) era una ciudad de Licia.
Los autores antiguos no la citan a menudo, pero se sabe por Artemidoro de Éfeso, citado por Estrabón, que era una de las seis ciudades que formaron parte de la Liga Licia. Estrabón dice también que estaba situada en el camino que llevaba a Cibira Magna.
Unas ruinas del valle del río Janto, en la orilla oriental, a unos 8 km de Doover, se han identificado como los restos de Tlos; se trata de construcciones romanas que sustituyeron a edificios anteriores. Entre los restos destaca el teatro, con asientos de mármol muy bien trabajados, y edificios con grandes columnas.

## Nombre
Según Esteban de Bizancio, la ciudad debe su nombre a Tlos, uno de los cuatro hijos de la ninfa Praxidike (en griego antiguo: Πραξιδίκη) y Tremilus (en griego antiguo: Τρέμιλος). Praxidike era hija de Ogyges (en griego antiguo: Ωγύγης).